# Vengeance (Band)
Vengeance ist eine niederländische Rock-Band um Sänger Leon Goewie, die 1982 gegründet wurde. Sie zeichnet sich vor allem durch eine sehr positive Lebenseinstellung aus. 1984 wurde Vengeance von Derk Joling, dem damaligen A&R Manager von CBS Records, bei einem Konzert entdeckt und unter Vertrag genommen. Das erste Album und vor allem die erste Single brachten der Band landesweiten Erfolg. 
Trotz frohem Optimismus gab es Streit innerhalb der Band und so löste sie sich 1989 nach dem Erscheinen ihres bis heute erfolgreichsten Albums Arabia erstmals auf. Später kam sie wieder zusammen, doch Leon Goewie verließ die Band erneut und mit seinem Nachfolger Ian Parry konnten Vengeance nicht an die alten Erfolge anknüpfen.
Zwischen 1983 und 1992 spielte der Gitarrist Arjen Lucassen bei Vengeance, der später mit seiner Band Ayreon etwas mehr Aufmerksamkeit bekam.

## Reunion
2006 fanden sich Vengeance wieder zusammen und nahmen mit Back in the Ring das erste Album seit neun Jahren auf. Auf der folgenden Tour spielten sie unter anderem auf dem Balinger „Bang Your Head“-Festival. Während der Tour wurde auch ein Live-Album aufgenommen, welches 2007 veröffentlicht wurde. Anfang 2009 erschien Soul Collector.

## Diskografie

### Studioalben
| Jahr | Titel                         | Höchstplatzierung, Gesamtwochen, AuszeichnungChartsChartplatzierungen (Jahr, Titel, Platzierungen, Wochen, Auszeichnungen, Anmerkungen) | Anmerkungen |
| Jahr | Titel                         | NL | Anmerkungen |
| ---- | ----------------------------- | --- | ----------- |
| 1986 | We Have Ways To Make You Rock | NL56 (4 Wo.)NL |             |
| 1987 | Take It Or Leave It           | NL58 (4 Wo.)NL |             |
| 1989 | Arabia                        | NL41 (8 Wo.)NL |             |

Weitere Studioalben
- 1984 Vengeance
- 1994 The Last of the Fallen Heroes
- 1997 Back from Flight 19
- 2006 Back in the Ring
- 2007 Same/Same ... But Different (Alive)
- 2009 Soul Collector
- 2012 Crystal Eye
- 2013 Piece of Cake

### Kompilationen
- 1992 The Last Teardrop '84–'92 (Best Of)
- 1998 Rock'n Roll Shower '84–'98 (Best Of)
- 2000 Wings of an Arrow(Best Of)

### Singles & EPs
- 1984 Prisoners of the Night
- 1985 You Took Me by Surprise
- 1986 May Heaven Strike Me Down
- 1986 Only the Wind (EP)
- 1986 Only the Wind / Deathride to Glory
- 1987 Looks Like a Winner
- 1987 Rock N Roll Shower (EP)
- 1987 Ain't Gonna Take You Home
- 1989 If Lovin' You Is Wrong (EP)
- 1989 Arabia
- 1992 As the Last Teardrop Falls
- 1997 Planet Zilch
- 1998 Crazy Horses